# الغواصات الألمانية يو-2356
الغواصات الألمانية يو-2356 من النوع الثالث والعشرون تابعة لألمانيا النازية خدمت في بحريتها كريغسمرين خلال الحرب العالمية الثانية. تم طلبها في 20 سبتمبر 1944، وتم وضعها في 21 أكتوبر 1944 وتولت شركة دويتشه ويرفت العمل عليها في هامبورغ في الساحة رقم 510. تم إطلاقها في 19 ديسمبر 1944 بتكليف في 12 يناير 1945. 

## روابط خارجية
- Helgason، Guðmundur. "U-2356". Uboat.net. مؤرشف من الأصل في 2010-10-28. اطلع عليه بتاريخ 2016-04-29.